# Dealu Orașului, Argeș
Dealu Orașului este un sat în comuna Poiana Lacului din județul Argeș, Muntenia, România.